# Уральск (аэропорт)
Международный аэропорт Уральска им. Маншук Маметовой (каз. Орал қаласындағы Мәншүк Мәметова атындағы Халықаралық әуежайы) — международный аэропорт города Уральск в Казахстане.
Расположен в 16 километрах на юг от города, недалеко от пригородного посёлка Подстёпное. Сдан в эксплуатацию осенью 1979 г. До этого находился на северной окраине города. В 2016 году произошла первая реконструкция. В 2022 аэропорт был реконструирован в гораздо больших масштабах. 

## История
На северной окраине Уральска находился небольшой аэропорт. В 1979 году был сдан аэропорт в нынешнем месте.
В 2016 году аэропорт реконструировали до способности принимать воздушные суда и вертолёты всех типов в любое время суток и погодных условиях.
7 апреля 2022 года аэропорт открылся после полной реконструкции, которая позволила увеличить площадь терминала с 4 000 до 10 000 кв. м., а также пассажиропоток до 600 000 в год. Аэропорт соответствует всем международным стандартам IATA. В ближайшее время планируется открытие новых, а также увеличение количества маршрутов по направлениям Москва, Атырау и Шымкент в дополнение к существующим в Алматы, Франкфурт-на-Майне, Астану, Актау, Туркестан.
В феврале 2023 года аэропорт был приобретен компанией ТОО «Орал Аэропорт Холдинг», контрольный пакет которой принадлежит казахстанскому ТОО «Уральск менеджмент» и предпринимателю Даулетхану Килыбаеву, а миноритарной долей (49%) владеет российская компания АО «Ретранс». Компания надеется превратить аэропорт Уральска в региональный хаб, расширить маршрутную сеть и провести техническое перевооружение аэропорта.
По итогу 2024 года пассажиропоток аэропорта достиг 540 тысяч человек, что является рекордом за всю историю.

## Пункты назначения и перевозчики
По состоянию на 2025 год аэропорт обслуживает рейсы следующих авиакомпаний:

## Показатели деятельности
В 2023 году аэропорт города Уральск обслужил 442 тыс. человек.

### Пассажиропоток
| Год            | 2015    | 2016    | 2017    | 2018    | 2023    | 2024    |
| Пассажиропоток | 166 838 | 189 200 | 267 390 | 273 095 | 442 000 | 540 000 |

## Происшествия
- В апреле 2006 г. в аэропорту совершил аварийную посадку Боинг 747 авиакомпании British Airways (из-за ложной пожарной тревоги), следовавший рейсом Сидней — Бангкок — Лондон, взлётная масса которого превышает проектные возможности ВПП.

- 28 августа 2009 года в аэропорту из-за утечки масла из левого двигателя совершил аварийную посадку авиалайнер Boeing-737-200 киргизской авиакомпании Itek Air (рейс NGI-631 Бишкек — Москва). Посадка произведена успешно, жертв и пострадавших нет.[12][13]